# Biela (Elbe)

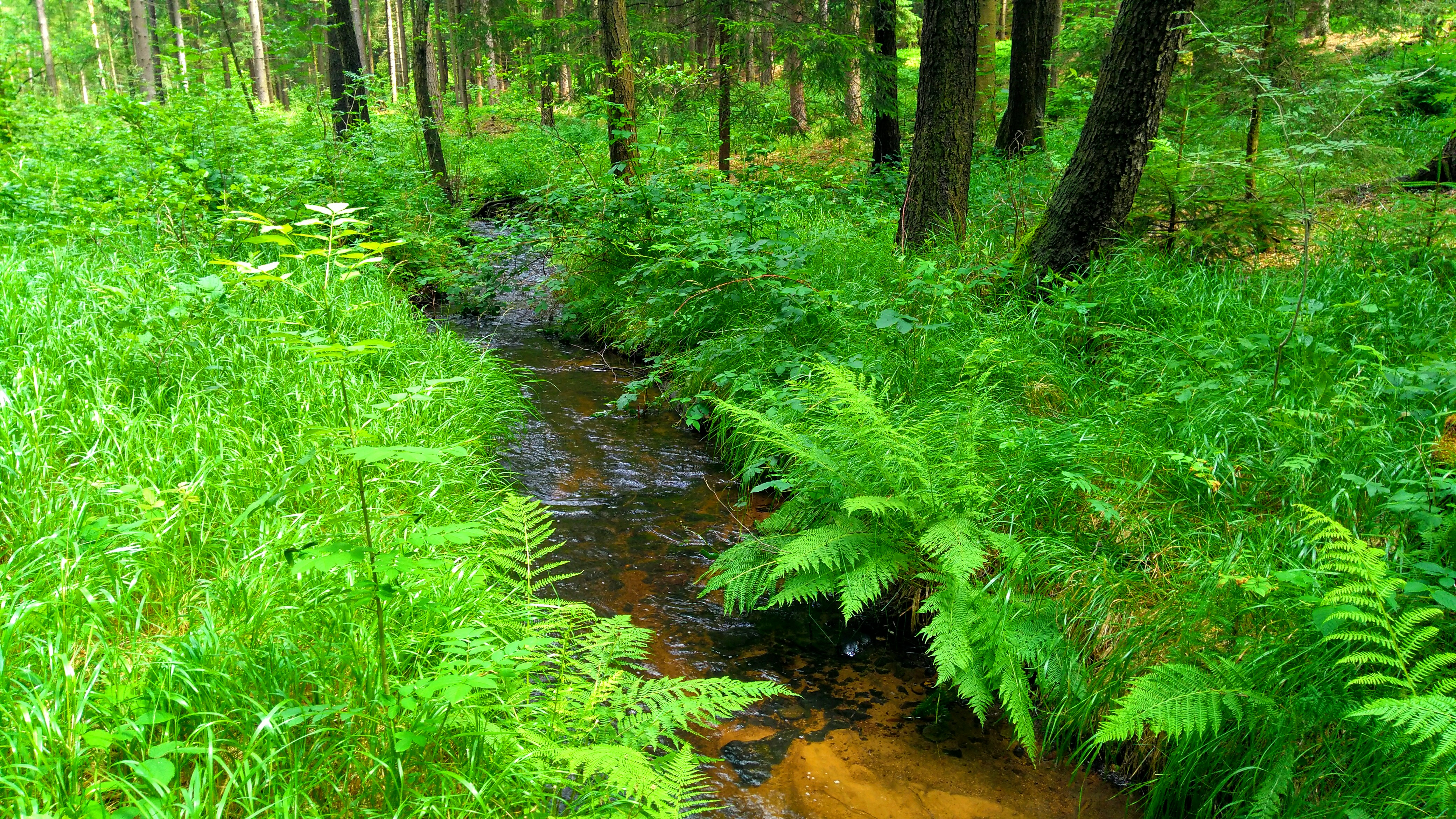
Biela an der Staatsgrenze

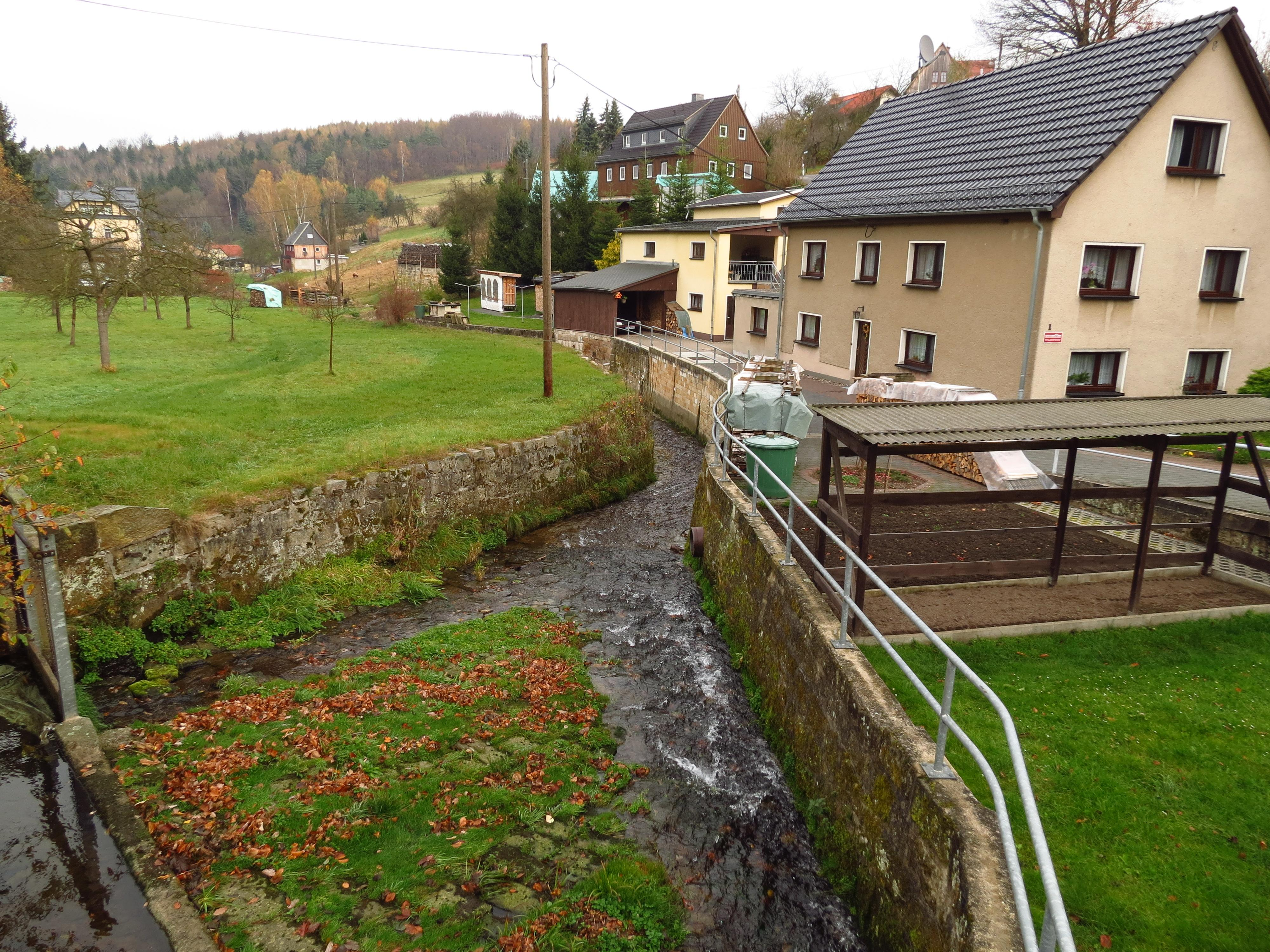
Biela am „Eisenhammer“ mit Uferbefestigung

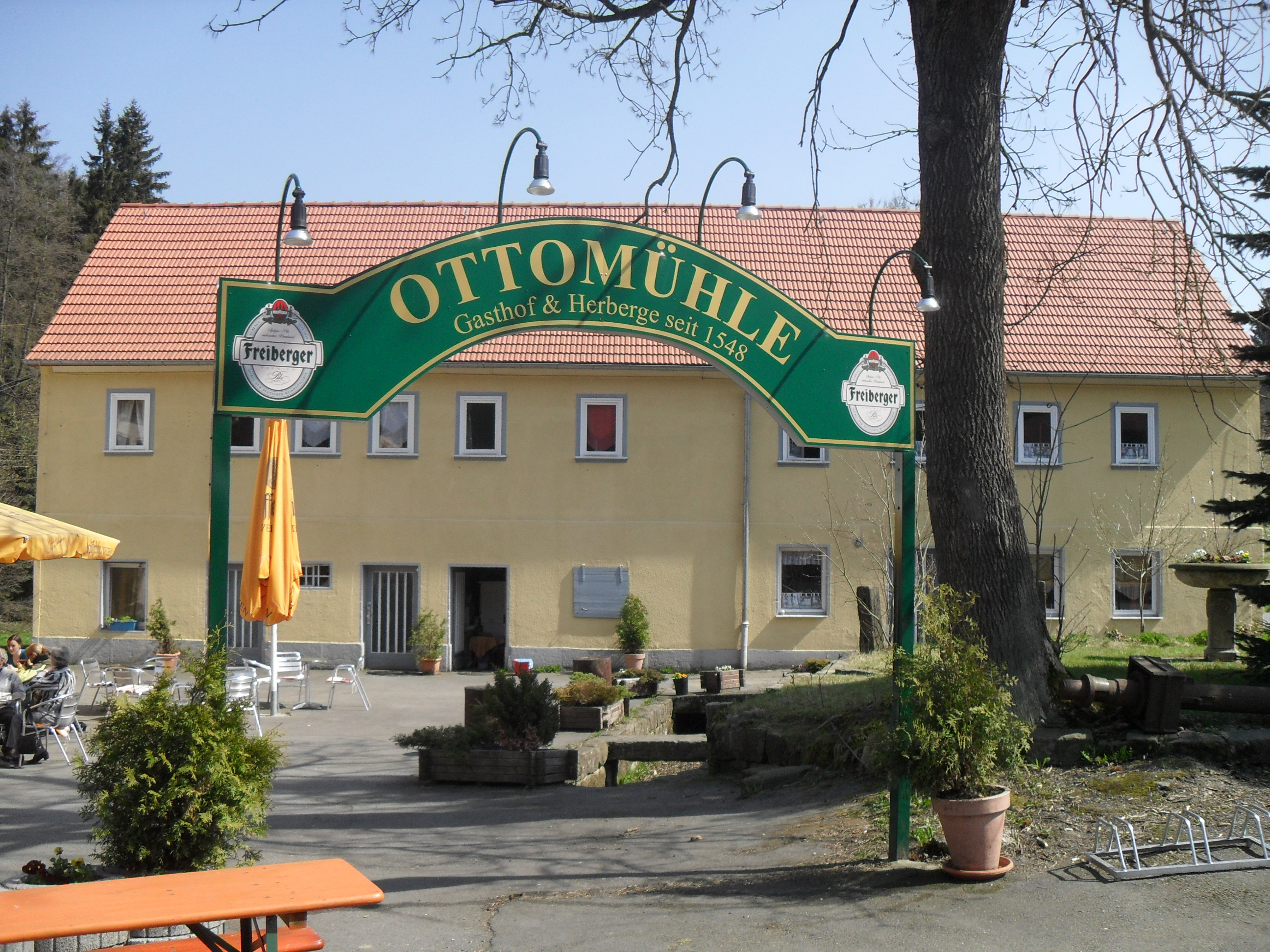
Ottomühle an der Biela

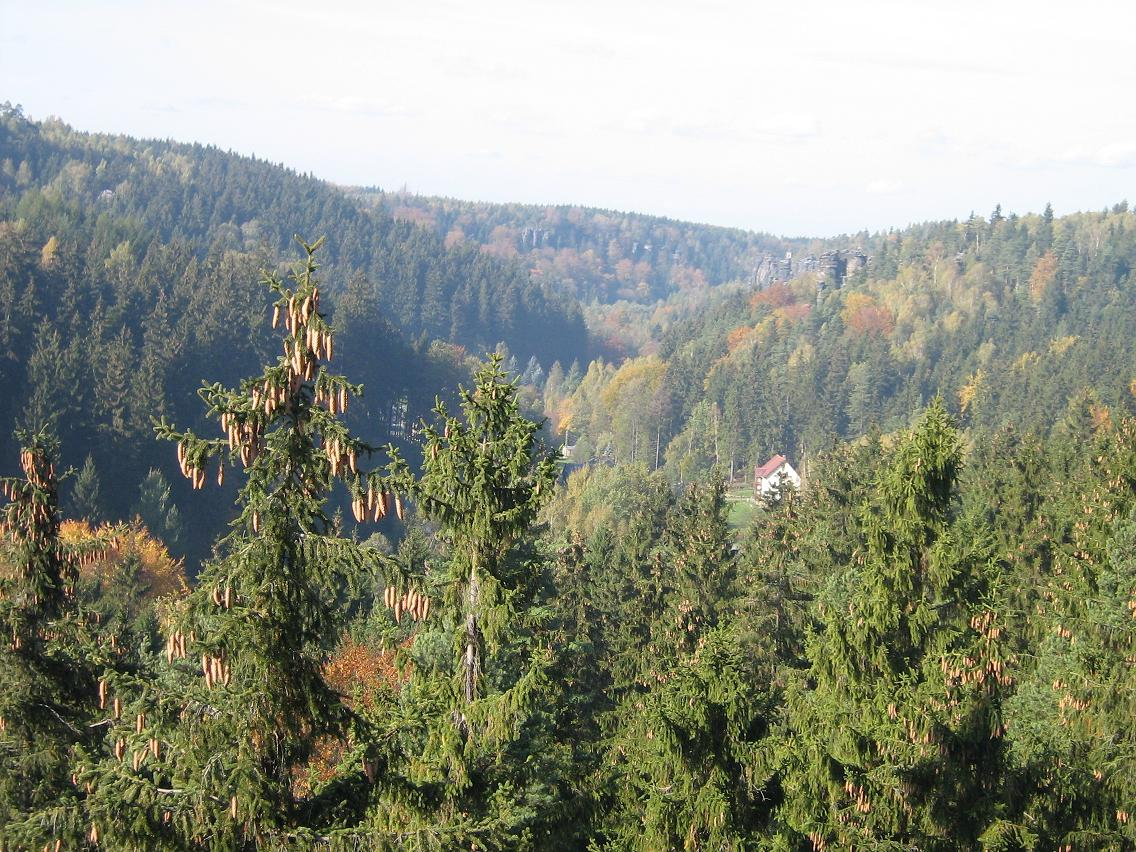
Das Bielatal in Richtung Ottomühle

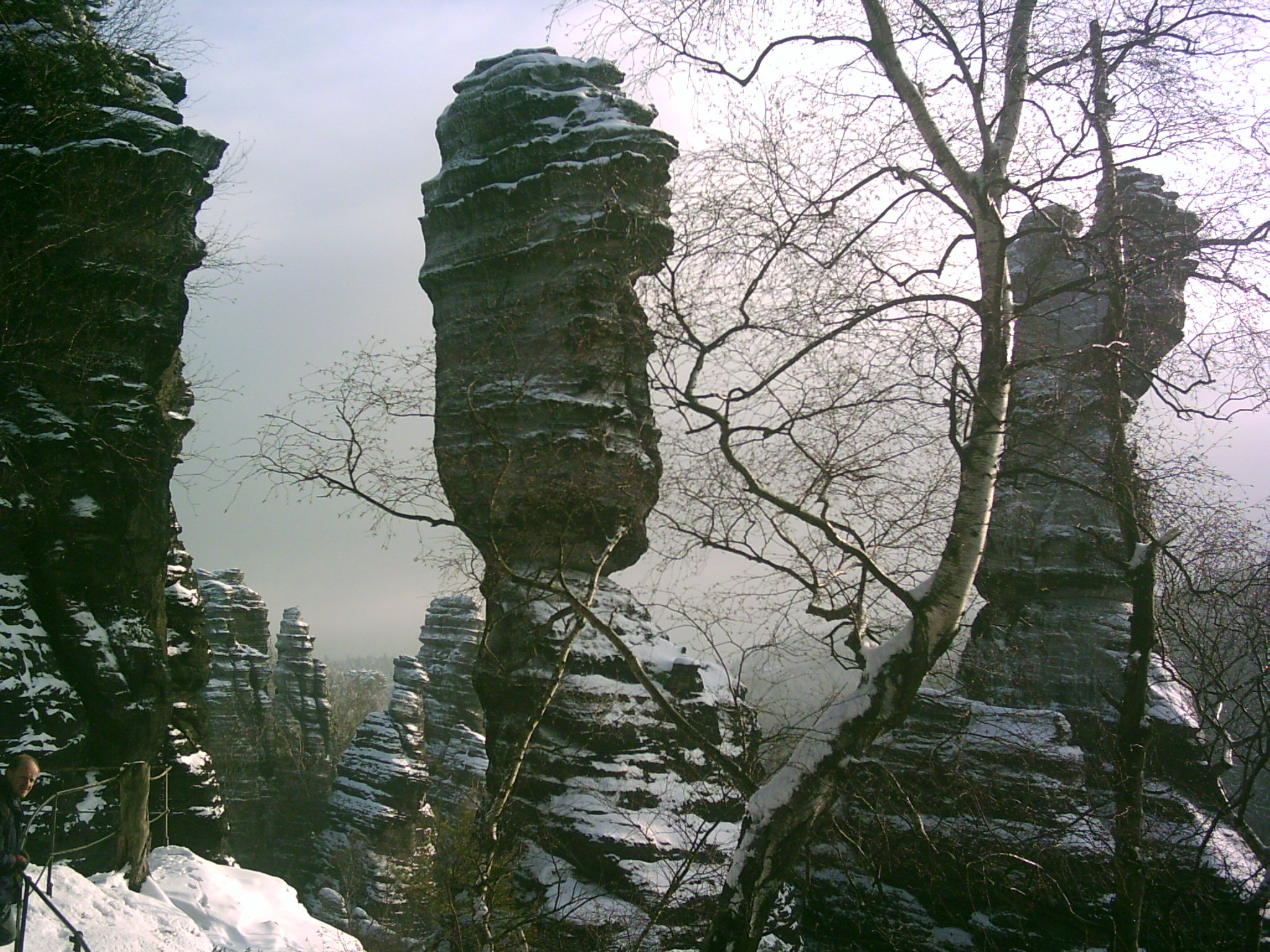
Die Herkulessäulen im Bielatal im Winter 2006

Die Biela (tschechisch Bělá) ist ein linker Nebenfluss der Elbe im Elbsandsteingebirge.

## Verlauf und Entstehung
Der 1412 erstmals als die Bela (*běla = „weiß“) erwähnte Fluss entspringt als Hammerbach auf etwa 520 Meter Höhe in den Sandsteinfelsen von Ostrov (Eiland) in der Böhmischen Schweiz.(Quelle: 50,080° N; 14,051° O) Sie fließt dann in nördliche Richtung und erreicht schon nach einem Kilometer sächsisches Gebiet. Dort vereinigt sich der Hammerbach mit der Dürren Biela, die am Hohen Schneeberg, beim Dörfchen Sněžník (dt.: Schneeberg, Gemeinde Jílové u Děčína) entspringt. Der Fluss fließt in nördlicher Richtung der Elbe zu, bis er in einer weiten Flussschleife kurz vor der Mündung einen Schwenk nach Nordosten macht. Nach 18 Kilometern Lauflänge mündet die Biela auf 115 m Meereshöhe in Königstein linksseitig in die Elbe.

## Geomorphologie
Die Biela weist als Ergebnis der Anhebung der Erzgebirgsscholle, die auch den westlichen Teil des Elbsandsteingebirges mitverkippte, von der Quelle bis zur Mündung einen deutlichen Höhenunterschied von etwa 400 Meter auf. Das Gefälle ist für eine verstärkte Erosion verantwortlich, die an den Talhängen teils bizarr gestaltete Sandsteinfelsen entstehen ließ.
Einige Quellen im Oberlauf liegen sehr nah am Bachlauf. Diese Schichtquellen treten an wasserundurchlässigen Sedimenthorizonten im Elbsandstein in den Talgründen zutage.

## Gewässerzustand
Die Biela ist auf weiter Strecke ein naturnaher Bach mit sandigem Grund und klarem Wasser. Die Ufer sind nur in den Ortslagen verbaut. Der Bach mäandriert stellenweise in dem von ihm gebildeten Sohlenkerbtal. In der Talaue der Biela sind stellenweise Birken- und Schwarzerlen-Bruchwälder entwickelt.

## Bielatalbahn
Im Juli 1901 eröffnete die Gesellschaft für gleislose Bahnen Max Schiemann & Co. des Dresdner Ingenieurs Max Schiemann im Bielatal eine der weltweit ersten Oberleitungsbus-Strecken, die Bielatalbahn. Die 2,8 Kilometer lange Strecke führte von Königstein über Hütten zum damaligen Kurbad Königsbrunn, auch Kaltwasserheilanstalt Königsbrunn genannt. Mangels Rentabilität wurde die Strecke bereits im September 1904 wieder eingestellt.

## Mühlen und Hammerhütten
Die Wasserkraft der Biela wurde in der Vergangenheit durch zahlreiche Mühlen und Hammerhütten genutzt. Bedeutung erlangte das Tal in der Vergangenheit als Standort von Verhüttungsanlagen für den um Berggießhübel gewonnenen Magnetit. Das Bielatal wurde als Hüttenstandort bevorzugt, da der Fluss über einen hohen und relativ gleichmäßigen Wasserabfluss verfügt. Die bislang älteste bekannte Anlage war die Hammerhütte Brausenstein, die bereits 1410 als Nachfolgebesitz urkundlich erwähnt wurde. Der um 1700 errichtete Hochofen Brausenstein ist heute der einzige erhaltene Sachzeuge der Produktionstechnik des Hammerhüttenwesens im gesamten Revier des sogenannten Pirnisch Eisen. Insgesamt bestanden entlang der Biela von der Quelle bis zur Mündung folgende Hammerhütten (Betriebszeiten in Klammer):
- Eiland (Ostrov u Tisé) (vor 1515 bis um 1650)
- Rosenthal-Bielatal: Ottomühle (1548 ehemalige Getreidemühle, heute Gasthof & Herberge)
- Rosenthal-Bielatal: Oberhütte (vor 1452–1726, später Kaltwasserheilanstalt Schweizermühle)
- Rosenthal-Bielatal: Brausenstein (vor 1410–1750)
- Rosenthal-Bielatal: Neidberg (vor 1470–?)
- Rosenthal-Bielatal: Reichstein (1494–1705)
- Hütten: Mittlerer Reichhammer (vor 1445–1680)
- Hütten: Unterer Reichhammer (vor 1445–1640)
- Hütten: Greifenhammer (vor 1445–1649)
- Hütten: Alte Gießhütte (1541 bis nach 1586)

Die meisten Anlagen mussten ihren Betrieb aufgrund der Waldverwüstungen und der sich verteuernden Holzkohle Ende des 17./Anfang des 18. Jahrhunderts einstellen. Am Standort der Alten Gießhütte in Hütten produziert heute die Papierfabrik Louisenthal, ein Tochterunternehmen des Konzerns Giesecke & Devrient, Banknoten und Wertpapiere.
Nach Schober gab es im Bielatal folgende Mühlen:
- Wurms- oder Wormsmühle
- Otto-Mühle
- Schweizermühle
- Parisiusmühle
- Brausensteiner Mühle
- Reichsteiner Mühle
- Hofemühle Hermsdorf
- Papiermühle Hütten
- Schinkemühle Hütten
- Zeibigmühle Hütten
- Reicheltmühle Königstein
- Hofemühle Königstein
- Ober- oder Hintermühle Königstein
- Bienermühle Königstein
- Nieder- oder Brückmühle Königstein

sowie am Cunnersdorfer Bach 
- Obermühle Cunnersdorf
- Mittelmühle Cunnersdorf
- Schinkemühle Cunnersdorf
- Hüttenhofmühle Cunnersdorf

und am Leupoldishainer Bach 
- Leupoldishainer Mühle Leupoldishain
- Nikolsdorfer Mühle Nikolsdorf

Hammerwerke und Mühlen an der Biela und den Zuflüssen

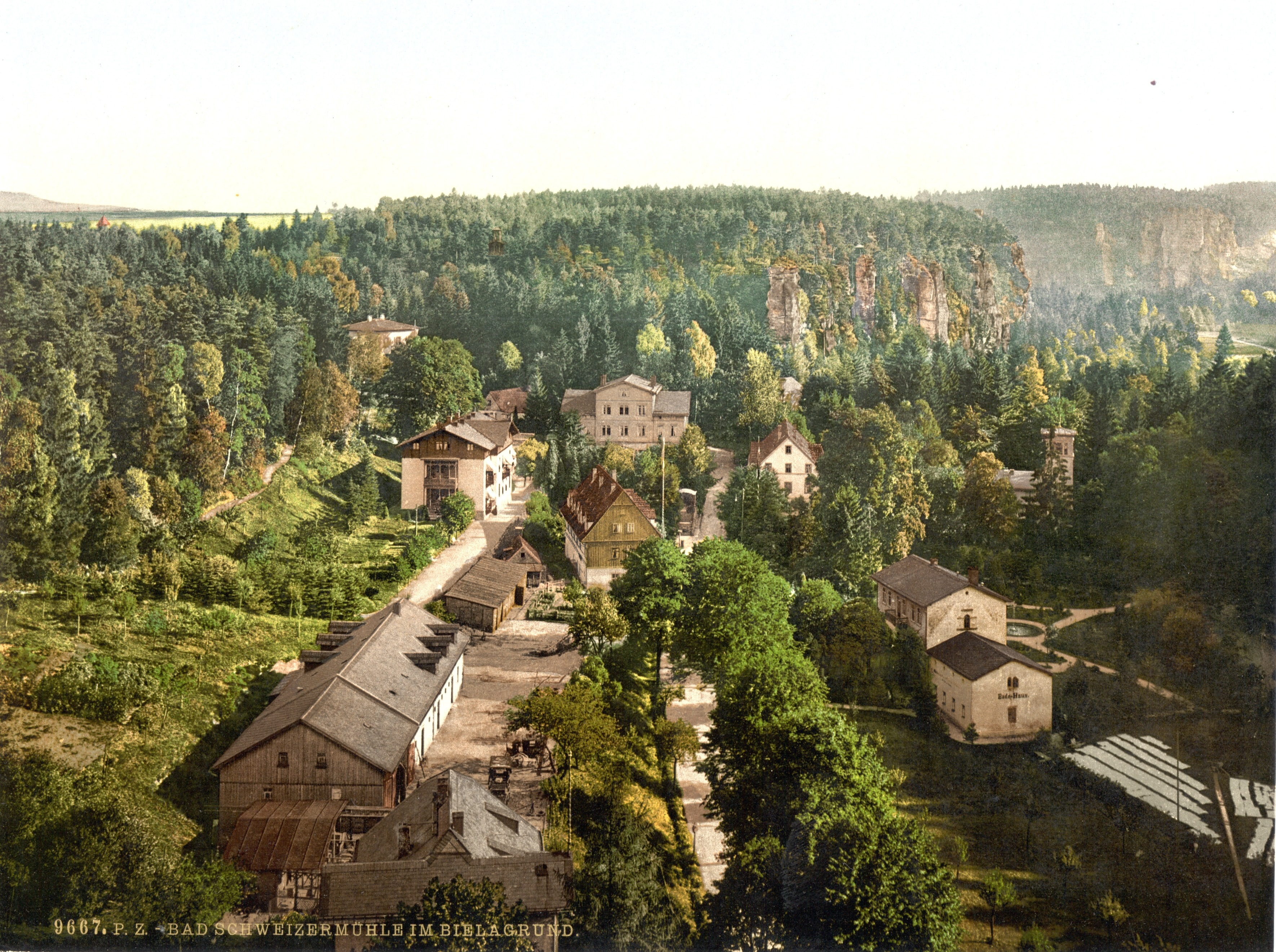
Schweizermühle um 1900
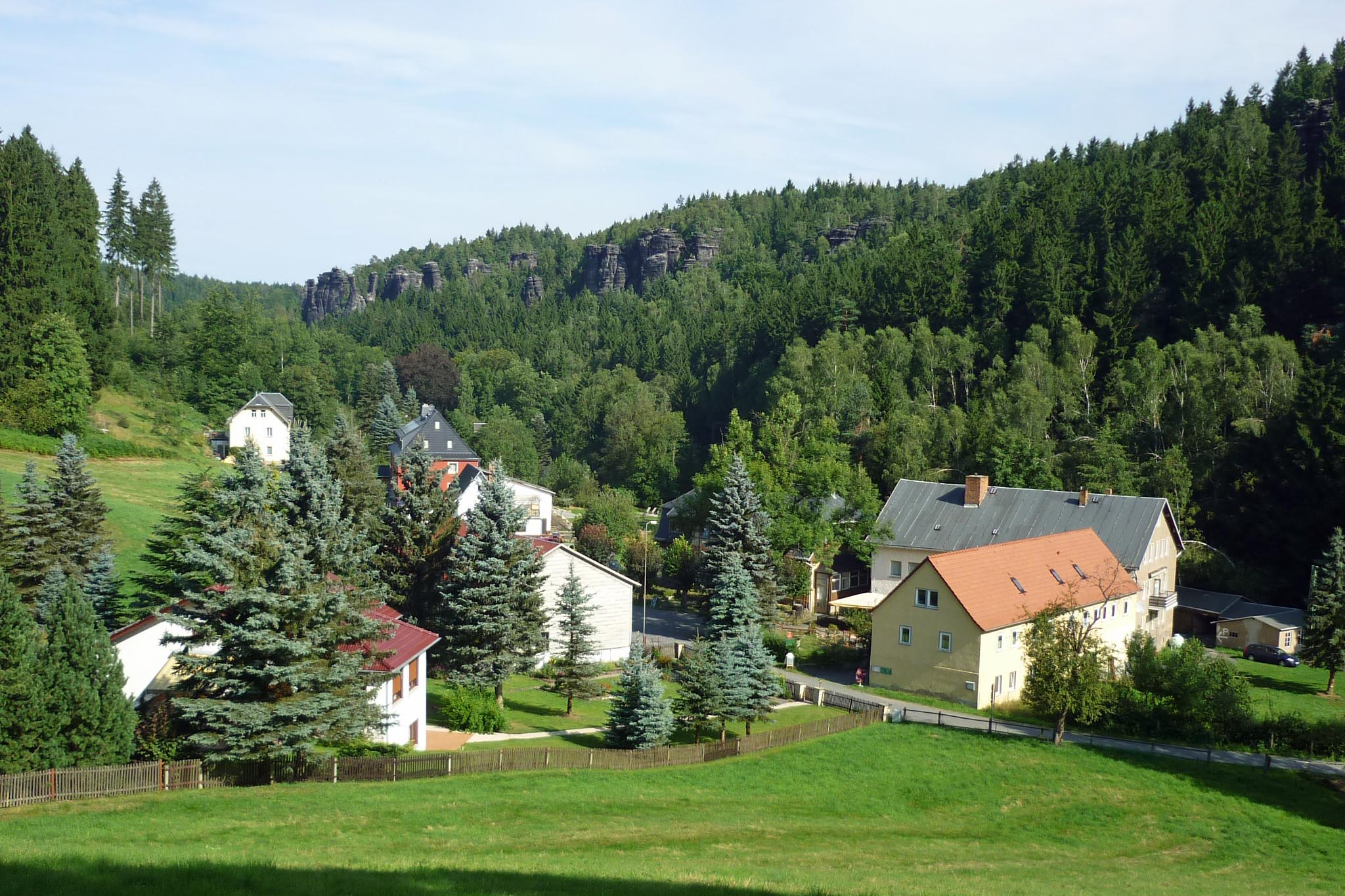
Ottomühle (vorn rechts)
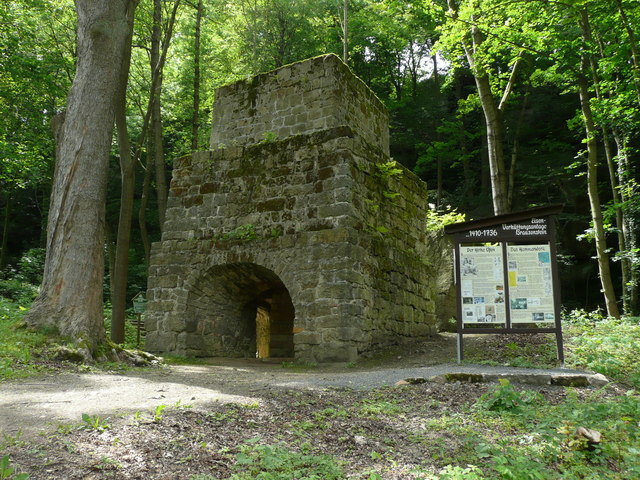
Hochofen Brausenstein

## Hochwasser
Das Tal der Biela war in der Vergangenheit wiederholt von Hochwassern betroffen. Diese standen oftmals im Zusammenhang mit Vb-Wetterlagen, die sich über dem Osterzgebirge als Starkregen entluden. Am 15. November 1552 sollen in den Fluten eines plötzlichen Hochwassers des Mühlwassers (Biela) im Raum Königstein 107 Menschen ums Leben gekommen sein. Eine weitere Flut vernichtete am 28. Mai 1617 zahlreiche Mühlen und Hammerwerke. In Königstein wurden eine Brücke und sieben Häuser zerstört. Beim Hochwasser am 29./30. Juli 1897 wurden zahlreiche Brücken und Wehre vernichtet, die Talstraße war über weite Abschnitte zerstört. In Hütten kam ein Mann ums Leben. Das Jahrhunderthochwasser im August 2002 verursachte im Einzugsgebiet der Biela Schäden in Höhe von 24 Mio. €.

## Klettersport
Die Erosion an den Talhängen, welche teils bizarr gestaltete Sandsteinfelsen entstehen ließ, ist mit für die Entwicklung des beliebten Klettergebietes Bielatal verantwortlich. Im aktuellen Kletterführer sind allein im deutschen Teil des Bielatals 239 Klettergipfel mit mehreren hundert Wegen aller Schwierigkeitsgrade aufgeführt, weitere Klettergipfel finden sich im böhmischen Teil des Tals.
Umfangreiche Teile der Bielatalfelsen sind bis in große Tiefe bewegt und schiefgestellt worden. Auch die Bildung der bis zu 45 Meter Tiefe reichenden tektonischen Klufthöhlen ist auf diesen Vorgang der Gesteinsauflösung zurückzuführen. Die bekannteste dieser Höhlen ist die für Besucher zugängliche Bennohöhleam Rand des Großen Schaftwalds, die aber lediglich etwas mehr als 13 m tief ist.